# Lliga espanyola d'hoquei patins masculina 2022-23
L'OK Lliga 2022-23 va ser la 54.ª edició del torneig de primer nivell del campionat espanyol d'hoquei sobre patins en categoria masculina. Va estar organitzat per la Real Federació Espanyola de Patinatge. El campió va ser el FC Barcelona. El màxim golejador de la fase regular va ser el davanter del Calafell, Martí Casas amb 40 dianes, seguit dels culés Pau Bargalló amb 39 i João Miguel Rodrigues amb 38.
Al final de la fase regular varen descendir a OK Plata el CP Vilafranca i el  PHC Sant Cugat i l'Arenys de Munt ho va fer després de perdre el play-out contra el CH Girona.

## Sistema de competició
La Competició la varen disputar catorze equips en dues Fases. Una Primera Fase que consta d'una Lliga Regular tots contra tots a dues voltes. Els vuit equips millors classificats al finalitzar la fase regular varen disputar una fase de Play Off. El novè i desè classificat es varen jugar l'accés a la WCup mentré que el onzè i dotzè es jugaven el Play Out. Finalment els dos últims classificats descendien directament a la OK Lliga Plata.

## Equips
| Equip                       | Localitat                | Pavelló                                              | Temporada anterior |
| --------------------------- | ------------------------ | ---------------------------------------------------- | ------------------ |
| Futbol Club Barcelona       | Barcelona                | Palau Blaugrana                                      | OK Lliga           |
| Hoquei Club Liceu           | La Coruña                | Palacio dels Esports de Riazor                       | OK Lliga           |
| Club Patí Calafell          | Calafell                 | Pavelló Joan Ortoll                                  | OK Lliga           |
| Reus Deportiu               | Reus                     | Palau d'Esports Reus Deportiu                        | OK Lliga           |
| Club Esportiu Noia          | Sant Sadurní d'Anoia     | Pavelló Olímpic de l'Ateneu                          | OK Lliga           |
| CE Lleida Llista Blava      | Lleida                   | Pavelló 11 de Setembre                               | OK Lliga           |
| Igualada Hoquei Club        | Igualada                 | Poliesportiu Els Menges                              | OK Lliga           |
| Patí Alcodiam Salesià       | Alcoi                    | Poliesportiu Municipal Francisco Laporta             | OK Lliga           |
| Club Hoquei Caldes          | Caldes de Montbui        | La Torre Vermella                                    | OK Lliga           |
| Club Patí Voltregà          | Sant Hipòlit de Voltregà | Pavelló Municipal d'Esports                          | OK Lliga           |
| Girona Club de Hoquei       | Girona                   | Pavelló de Palau II                                  | OK Lliga           |
| CE Arenys de Munt           | Arenys de Munt           | Pavelló Municipal d'Esports                          | OK Plata           |
| Patí Hoquei Club Sant Cugat | San Cugat del Vallés     | Rambla del Celler - Pavelló II                       | OK Plata           |
| Club Patí Vilafranca        | Vilafranca del Penedès   | Pavelló Municipal d'Hoquei de Vilafranca del Penedès | OK Plata           |

## Lliga regular
|                                                                 | Equip                         | Punts | J  | G  | E | P  | GF  | GC  | DG  |
| --------------------------------------------------------------- | ----------------------------- | ----- | -- | -- | - | -- | --- | --- | --- |
| 1                                                               | Fútbol Club Barcelona         | 74    | 26 | 24 | 2 | 0  | 154 | 42  | 112 |
| 2                                                               | Deportivo Liceo               | 59    | 26 | 19 | 2 | 5  | 106 | 55  | 51  |
| 3                                                               | Parlem Calafell               | 54    | 26 | 17 | 3 | 6  | 88  | 74  | 14  |
| 4                                                               | Reus Deportiu Virginias       | 52    | 26 | 16 | 4 | 6  | 88  | 69  | 19  |
| 5                                                               | CE Noia Freixenet             | 52    | 26 | 16 | 4 | 6  | 97  | 68  | 29  |
| 6                                                               | Finques Prats Lleida          | 36    | 26 | 11 | 3 | 12 | 82  | 88  | -6  |
| 7                                                               | Igualada Rigat HC             | 33    | 26 | 10 | 3 | 13 | 84  | 90  | -6  |
| 8                                                               | PAS Alcoi                     | 33    | 26 | 10 | 3 | 13 | 80  | 80  | 0   |
| 9                                                               | Recam Làser CH Caldes         | 32    | 26 | 9  | 5 | 12 | 83  | 108 | -25 |
| 10                                                              | CP Voltregà Stern Motor       | 28    | 26 | 9  | 1 | 16 | 78  | 91  | -13 |
| 11                                                              | Garatge Plana Girona CH       | 21    | 26 | 5  | 6 | 15 | 48  | 83  | -35 |
| 12                                                              | CE Arenys de Munt Solartradex | 19    | 26 | 5  | 4 | 17 | 59  | 106 | -47 |
| 13                                                              | Solideo PHC Sant Cugat        | 17    | 26 | 4  | 5 | 17 | 58  | 97  | -39 |
| 14                                                              | Digittecnic CP Vilafranca     | 12    | 26 | 3  | 3 | 20 | 55  | 109 | -54 |
| Font: Federación Española de Patinaje; actualització automàtica |                               |       |    |    |   |    |     |     |     |

## Playoff
|  | Quarts de final         | Quarts de final   |                 |   | Semifinals | Semifinals |  |  | Final | Final |
|  |                         |                   |                 |   |            |            |  |  |       |       |
|  |                         |                   |                 |   |            |            |  |  |       |       |
|  |                         |                   |                 |   |            |            |  |  |       |       |
|  | Barça                   | 2                 |                 |   |            |            |  |  |       |       |
|  | Barça                   | 2                 |                 |   |            |            |  |  |       |       |
|  | PAS Alcoy               | 0                 |                 |   |            |            |  |  |       |       |
|  | PAS Alcoy               | 0                 | Barça           | 3 |            |            |  |  |       |       |
|  |                         |                   | Barça           | 3 |            |            |  |  |       |       |
|  |                         | CE Noia Freixenet | 0               |   |            |            |  |  |       |       |
|  | Reus Deportiu Virginias | CE Noia Freixenet | 0               | 2 |            |            |  |  |       |       |
|  | Reus Deportiu Virginias |                   |                 | 2 |            |            |  |  |       |       |
|  | CE Noia Freixenet       | 0                 |                 |   |            |            |  |  |       |       |
|  | CE Noia Freixenet       | 0                 | Barça           | 3 |            |            |  |  |       |       |
|  |                         |                   | Barça           | 3 |            |            |  |  |       |       |
|  |                         | Deportivo Liceo   | 0               |   |            |            |  |  |       |       |
|  | Deportivo Liceo         | Deportivo Liceo   | 0               | 2 |            |            |  |  |       |       |
|  | Deportivo Liceo         |                   |                 | 2 |            |            |  |  |       |       |
|  | Igualada Rigat HC       | 0                 |                 |   |            |            |  |  |       |       |
|  | Igualada Rigat HC       | 0                 | Deportivo Liceo | 3 |            |            |  |  |       |       |
|  |                         |                   | Deportivo Liceo | 3 |            |            |  |  |       |       |
|  |                         | Parlem Calafell   | 0               |   |            |            |  |  |       |       |
|  | Parlem Calafell         | Parlem Calafell   | 0               | 2 |            |            |  |  |       |       |
|  | Parlem Calafell         |                   |                 | 2 |            |            |  |  |       |       |
|  | Finques Prats Lleida    | 0                 |                 |   |            |            |  |  |       |       |
|  | Finques Prats Lleida    | 0                 |                 |   |            |            |  |  |       |       |